# 希赖恩
希赖恩（法語：Schirrhein，法語發音：[ʃiʁain] ⓘ）是法国下莱茵省的一个市镇，属于阿格诺-维桑堡区。

## 地理
希赖恩（48°48'5"N, 7°54'22"E）面积6.49 平方千米，位于法国大東部大區下莱茵省，该省份为法国大陆部分最东部的省份，是阿尔萨斯的一部分，今与上莱茵省组成了阿尔萨斯欧洲集体，其南至上莱茵省，西南接孚日省和默尔特-摩泽尔省，西接摩泽尔省，北与德国接壤，东侧沿莱茵河与德国相望。
与希赖恩接壤的市镇（或旧市镇、城区）包括：德吕瑟奈姆、阿格诺、莫代尔河畔奥伯奥芬、希罗芬、苏夫勒奈姆。
希赖恩的时区为UTC+01:00、UTC+02:00（夏令时）。

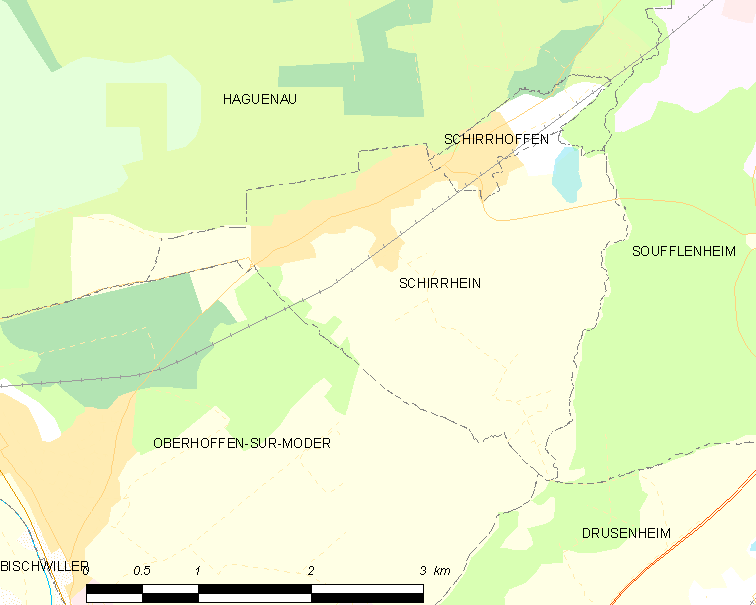
希赖恩的OSM定位图

## 行政
希赖恩的邮政编码为67240，INSEE市镇编码为67449。

## 政治
希赖恩所属的省级选区为比什维莱尔县。

## 人口

1962-2008年间希赖恩人口变化图示

希赖恩于2022年1月1日时的人口数量为2263人。